# Leigh Howard Stevens
Leigh Howard Stevens (Orange, Nova Jersey, 9 de març del 1953) és un percussionista estatunidenc conegut principalment per la tècnica que va crear per a tocar amb quatre baquetes, descrita en el seu Method of Movement. Aquesta tècnica és usada per molts percussionistes actualment. També és conegut per ser el CEO de Malletech, una empresa que es dedica a la fabricació de baquetes i instruments de llàmines. Una altra de les seves facetes és la seva tasca com a compositor.